# Молдовенешть (комуна)
Молдовенешть, Молдовенешті (рум. Moldovenești) — комуна у повіті Клуж в Румунії. До складу комуни входять такі села (дані про населення за 2002 рік):
- Бедень (725 осіб)
- Молдовенешть (1242 особи)
- П'єтроаса (172 особи)
- Плеєшть (663 особи)
- Подень (647 осіб)
- Стежеріш (195 осіб)

Комуна розташована на відстані 297 км на північний захід від Бухареста, 31 км на південь від Клуж-Напоки.

## Населення
За даними перепису населення 2002 року у комуні проживали 3644 особи.
Національний склад населення комуни:
| Національність | Кількість осіб | Відсоток |
| -------------- | -------------- | -------- |
| угорці         | 2127           | 58,4%    |
| румуни         | 1474           | 40,5%    |
| цигани         | 39             | 1,1%     |
| українці       | 2              | 0,1%     |
| німці          | 1              | < 0,1%   |
| серби          | 1              | < 0,1%   |

Рідною мовою назвали:
| Мова       | Кількість осіб | Відсоток |
| ---------- | -------------- | -------- |
| угорська   | 2133           | 58,5%    |
| румунська  | 1488           | 40,8%    |
| циганська  | 19             | 0,5%     |
| українська | 1              | < 0,1%   |
| німецька   | 1              | < 0,1%   |
| російська  | 1              | < 0,1%   |
| турецька   | 1              | < 0,1%   |

Склад населення комуни за віросповіданням:
| Релігія            | Кількість осіб | Відсоток |
| ------------------ | -------------- | -------- |
| унітарії           | 1716           | 47,1%    |
| православні        | 1363           | 37,4%    |
| реформати          | 286            | 7,8%     |
| греко-католики     | 108            | 3,0%     |
| римо-католики      | 60             | 1,6%     |
| баптисти           | 23             | 0,6%     |
| п'ятдесятники      | 19             | 0,5%     |
| не релігійні       | 4              | 0,1%     |
| бретрени           | 2              | 0,1%     |
| юдеї               | 1              | < 0,1%   |
| не вказали релігію | 2              | 0,1%     |